# 永山治
永山治 (英語：Osamu Nagayama, 1947年4月21日—) 是一位日本企业家，中外制药董事长。

## 生平
1947年出生于东京都，父亲是旧通商产业省初代大臣官房永山时雄。1971年毕业于庆应义塾大学。毕业后进入日本长期信用银行(现新生银行)。1978年进入中外制药。2008年成为中外制药董事长。2013年6月担任索尼董事长。